# Hermillon
Hermillon is een plaats en voormalige gemeente in het Franse departement Savoie (regio Auvergne-Rhône-Alpes) en telt 531 inwoners (2008). De plaats maakt deel uit van het arrondissement Saint-Jean-de-Maurienne. Hermillon is op 1 januari 2019 gefuseerd met de gemeenten Le Châtel en Pontamafrey-Montpascal tot de gemeente La Tour-en-Maurienne. 

## Geografie
De oppervlakte van Hermillon bedraagt 14,0 km², de bevolkingsdichtheid is 37,1 inwoners per km².
De onderstaande kaart toont de ligging van Hermillon met de belangrijkste infrastructuur en aangrenzende gemeenten.

## Demografie
Onderstaande figuur toont het verloop van het inwonertal (bron: INSEE-tellingen).